# Twelvemile Township
Twelvemile Township est un ancien township, situé dans le comté de Madison, dans le Missouri, aux États-Unis,.
Le township est baptisé en référence au cours d'eau Twelvemile Creek (en).

### Source de la traduction
- (en) Cet article est partiellement ou en totalité issu de l’article de Wikipédia en anglais intitulé « Twelvemile Township, Madison County, Missouri » (voir la liste des auteurs).